# Restrepia elegans
Restrepia elegans, tên thông tục là Elegant Restrepia, là một loài lan có phân bố từ Colombia đến tây bắc Venezuela.

## Hình ảnh

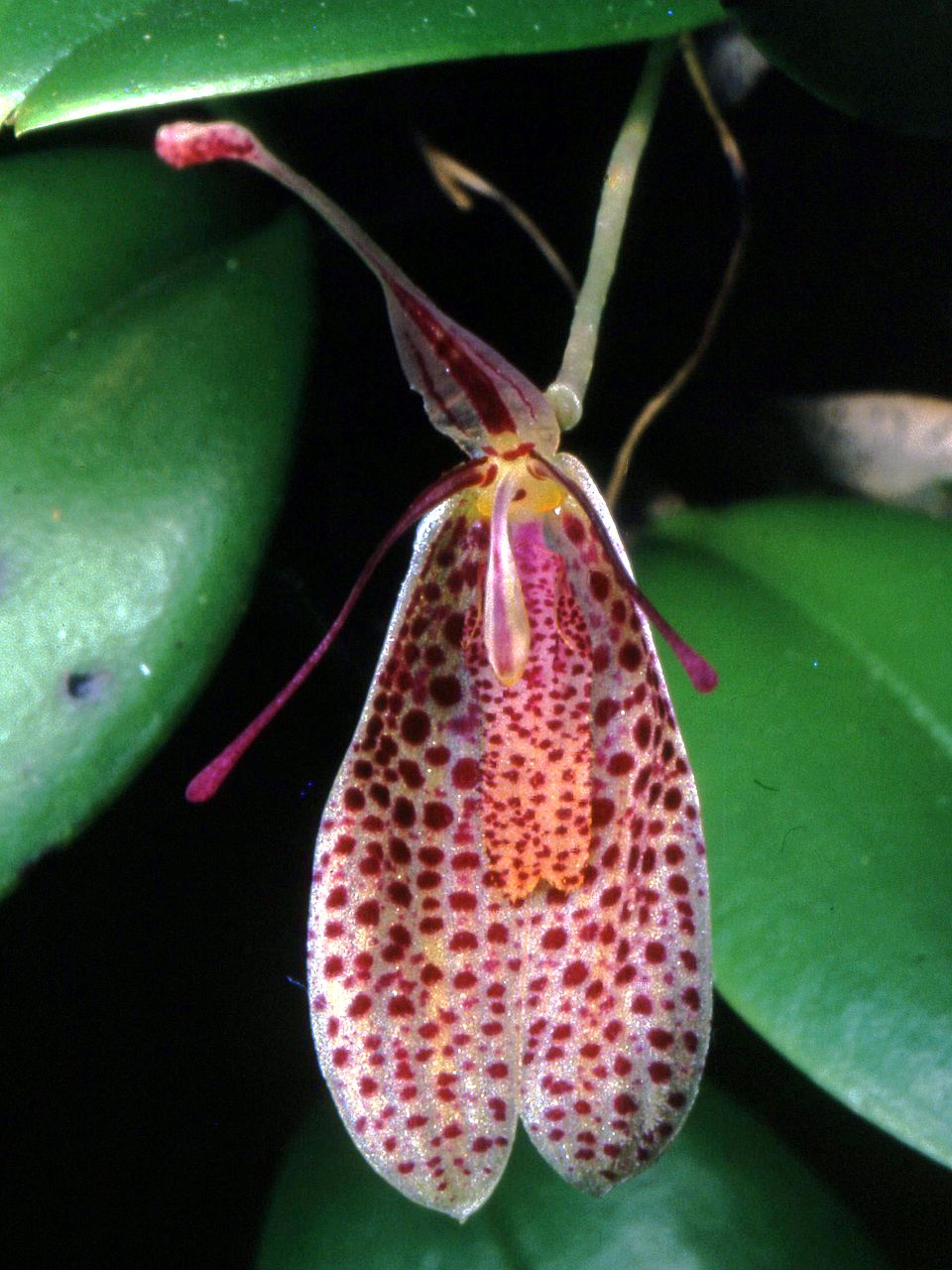
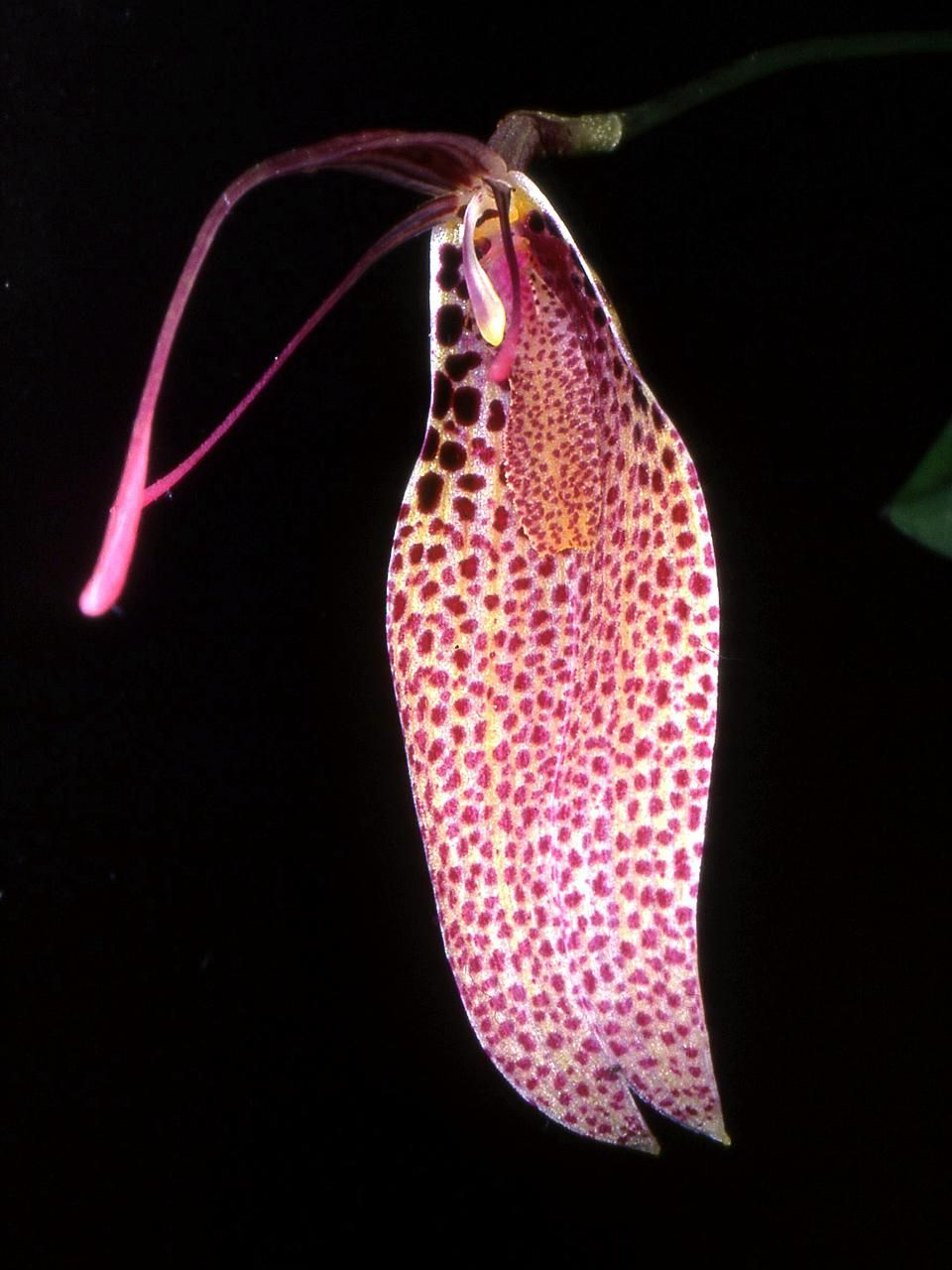
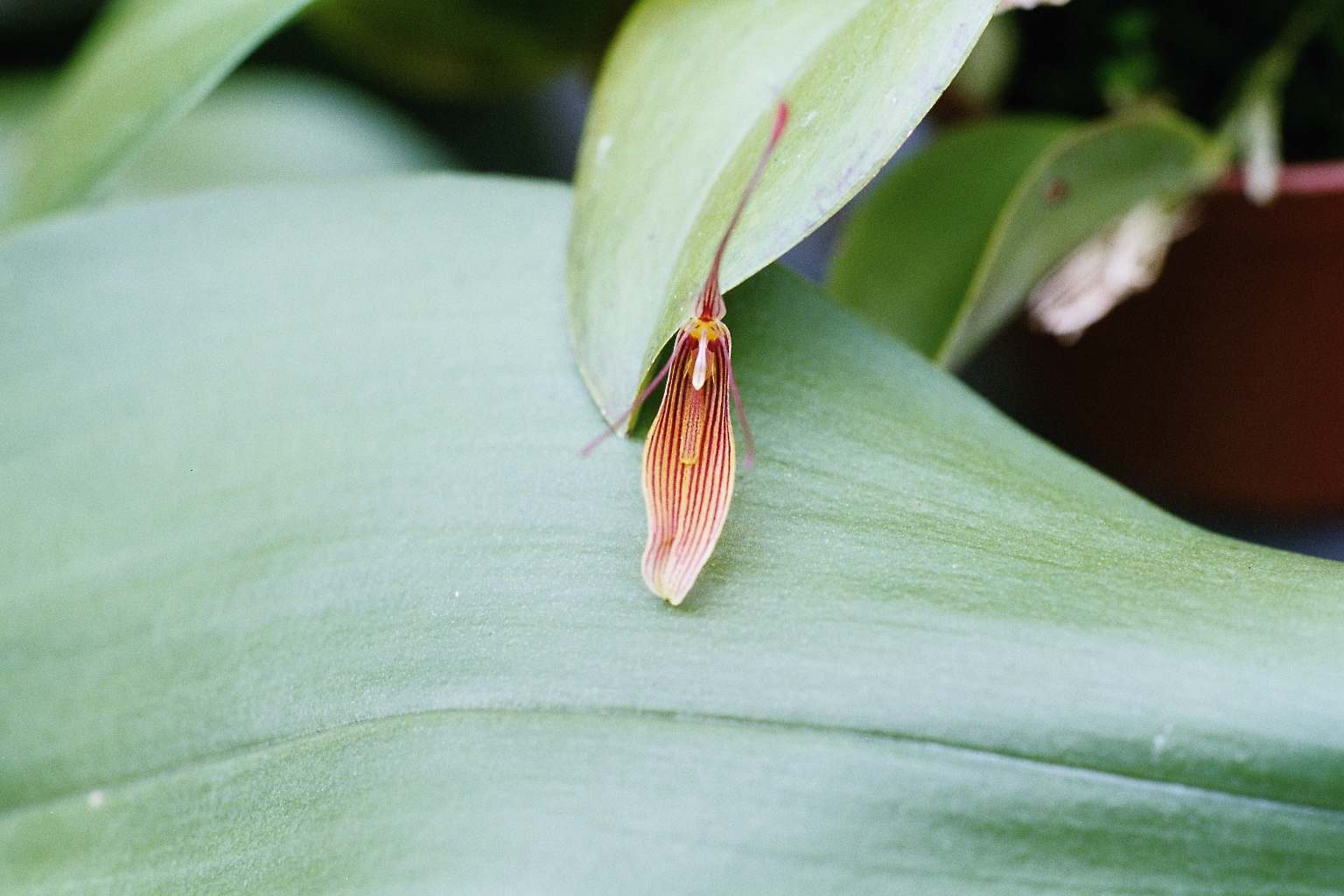
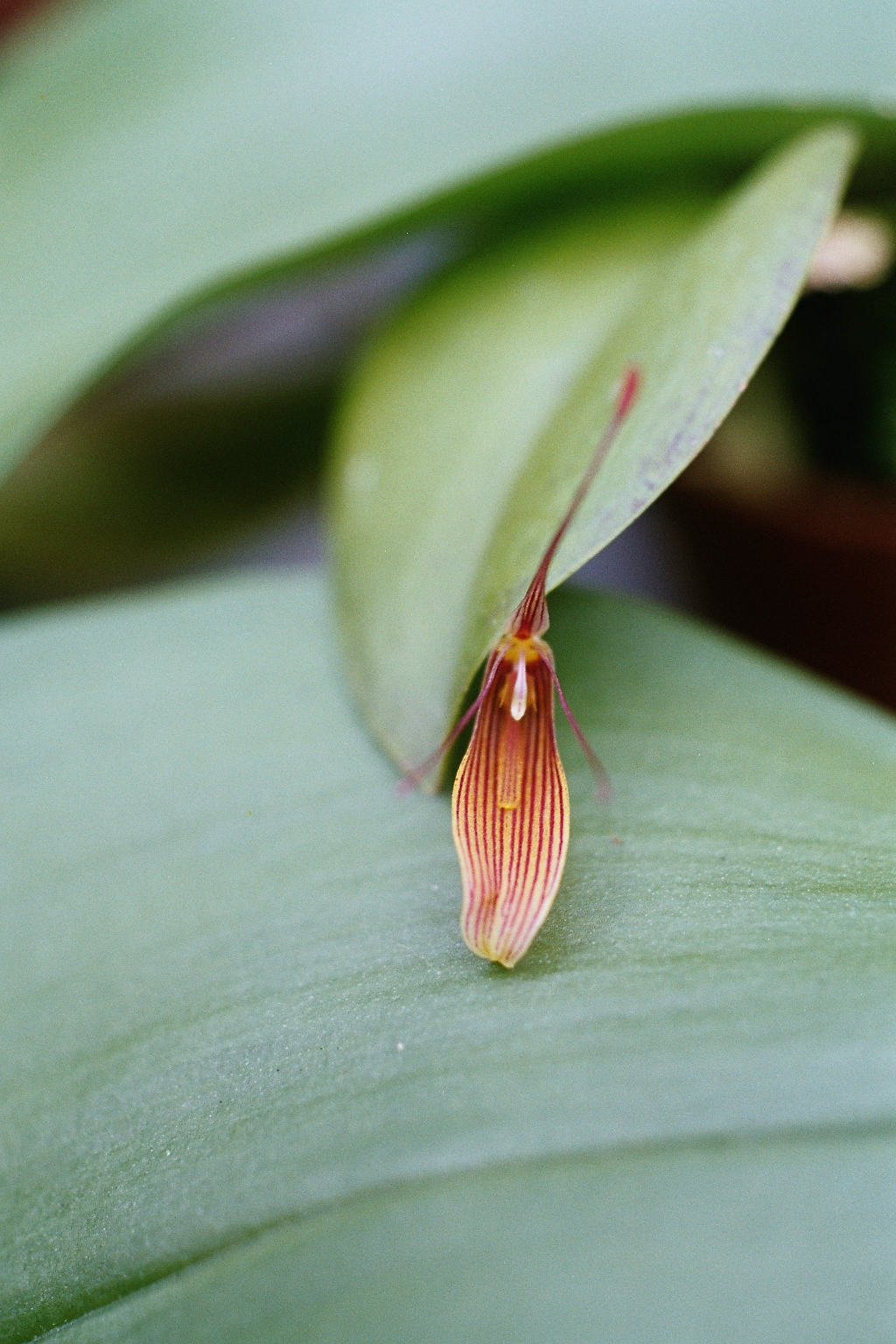